# Відвал плуга

Конструкція сучасного плуга: 1 — гряділь;, 2 — триточкове навішування; 3 — регулятор глибини; 4 — чересло; 5 — долото; 6 — леміш; 7 — відвал

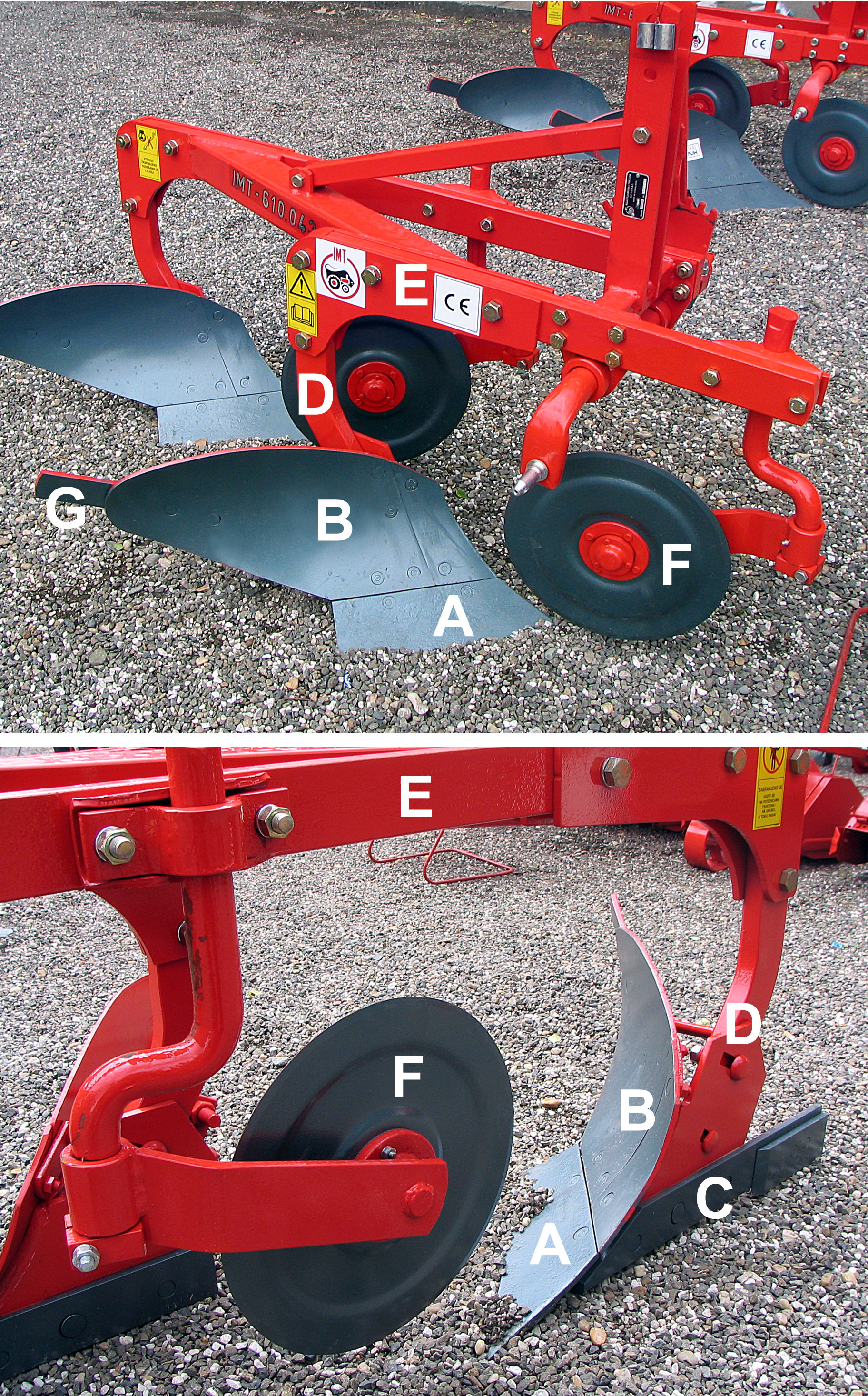
Будова плуга з дисковим череслом: A — леміш, B — відвал, C — польова дошка (полоз), D — стійка, E — рама, F — чересло, G — перо відвала

Відвал, також поли́ця — різальна частина плуга, що відділяє та перевертає ґрунт. Є складовою корпусу плуга, розташованою вище лемеша. Під час оранки відвал підіймає підрізану лемешем скибу, деформує її, перегортає дерном донизу і відвалює в борозну, з одночасним подрібненням і розмішуванням.
Відвал складається з грудей і крила, до задньої частини останнього кріпиться перо. Нижньою частиною відвал за допомогою стійки з'єднується з лемешем, утворюючи з ним суцільну робочу поверхню. Перед відвалом, у його верхній частині може прикріплюватися планковий зрізач, що відрізає верхню частину скиби і кидає її на дно борозни з метою кращого приорювання. Над відвалом може розташовуватися скребок, що прибирає перед борозною залишки стерні.
Широко застосовується безполицева чи безвідвальна оранка — плугами без відвала (чизельними, дисковими та ін.). До її переваг належать зменшення ерозії, збереження органіки у верхньому шарі ґрунту.

## Види
За формою робочої поверхні
- Циліндричний — являє собою відтинок поверхні циліндра з віссю, встановленою під досить великим кутом відносно напряму руху плуга; він добре кришить і дрібнить скибу, але слабко перегортає її; підходить до легких ґрунтів[4].
- Культурний (циліндроїдальний) — з нижньою циліндрично вигнутою частиною, і з верхньою вигнутою гвинтово допереду; задовільно кришить скибу і перегортає її; застосовується на ґрунтах польових культур, зокрема під посіви[4].
- Півгвинтовий — з верхньою частиною видовженою і вигнутою гвинтово в більшому ступені, ніж культурний; завдяки цьому краще перегортається скиба, але кришиться гірше; використовується для різних ґрунтів, у тому числі пронизаних корінням рослин[4].
- Гвинтовий — має ще більше видовжену і вигнуту верхню частину, ніж півгвинтовий; завдяки цьому перегортає скибу майже на 180°; використовується головним чином для розорювання задернованих ґрунтів, наприклад, лугів[4].
- Пасмовий — складається з штаб, відповідно вигнутих і з'єднаних з плужним корпусом, як правило, з проміжками; з огляду на малу схильність до засмічування застосовується для оранки важких і торфових ґрунтів[4].
- Ажурний — складається з суцільного металевого листа з щілинами, застосовується аналогічно пасмовому[4].
- Ромбоподібний — близький до циліндричного, тільки з дещо іншою будовою корпусу, яка уможливлює зрізання кута цілини, через що підвищується переріз борозни; що, в свою чергу, зменшує утрамбування відгорнутої скиби колесами трактора[4].